# Patinoire de Tours
 (avril 2025).
La patinoire de Tours est une patinoire du Centre municipal des sports de Tours. Elle a été inaugurée en 1972.

## Description
La patinoire de Tours a été inaugurée en 1972. Elle offre une piste de glace de 56 mètres de long sur 26 mètres de large. Sa capacité d’accueil est de 2316 places assises. Elle est incluse au sein du Centre municipal des sports de Tours, partiellement situé dans le quartier du Sanitas.

## Clubs résidents
- Les Remparts de Tours sont le club de hockey sur glace de la ville. Il existe plusieurs équipes de différents niveaux. La patinoire sert de lieu d'entraînement et de compétitions aux hockeyeurs. Ils ont remplacé en 2010 les Diables noirs de Tours.

- Le Club Multi Patinage de Tours (CMPT) assure l'apprentissage du patinage artistique et de la danse sur glace.

## Compétitions
La patinoire municipale de Tours a accueilli plusieurs événements sportifs nationaux :
- les championnats de France de danse sur glace 1977
- les championnats de France de patinage artistique 1979
- la finale de la coupe de France de hockey sur glace 1993-1994
- les championnats de France de patinage artistique 2011 (en décembre 2010)
- le carré final du championnat de France de hockey sur glace de division 3 2010-2011